# Liste der Stolpersteine in Hamburg-Hoheluft-West
Die Liste der Stolpersteine in Hamburg-Hoheluft-West enthält alle Stolpersteine, die im Rahmen des gleichnamigen Kunst-Projekts von Gunter Demnig in Hamburg-Hoheluft-West verlegt wurden. Mit ihnen soll Opfern des Nationalsozialismus gedacht werden, die in Hamburg-Hoheluft-West lebten und wirkten.
Diese Seite ist Teil der Liste der Stolpersteine in Hamburg, da diese mit insgesamt 7202 (Stand: Juni 2025) Steinen zu groß würde und deshalb je Stadtteil, in dem Steine verlegt wurden, eine eigene Seite angelegt wurde.
| Adresse                  | Person(en)                            | Inschrift | Bilder | Anmerkung |
| ------------------------ | ------------------------------------- | --- | ------ | --- |
| Bismarckstraße 80 ·      | Selma Marbach                         | Hier wohnte Selma Marbach Jg. 1878 deportiert 1941 ermordet in Riga |        | Eintrag auf stolpersteine-hamburg.de |
| Bismarckstraße 80 ·      | Bertha Speyer                         | Hier wohnte Bertha Speyer Jg. 1874 deportiert 1942 Theresienstadt ermordet 1944 in Auschwitz                                                                              |        | Eintrag auf stolpersteine-hamburg.de |
| Bismarckstraße 80 ·      | Rosette Speyer                        | Hier wohnte Rosette Speyer Jg. 1869 deportiert 1942 Theresienstadt ermordet 30.9.1942                                                                                     |        | Eintrag auf stolpersteine-hamburg.de |
| Bismarckstraße 80 ·      | Selma Speyer                          | Hier wohnte Selma Speyer Jg. 1872 deportiert 1942 Theresienstadt ermordet 1944 in Auschwitz                                                                               |        | Eintrag auf stolpersteine-hamburg.de |
| Bismarckstraße 82 ·      | Emil Blume                            | Hier wohnte Emil Blume Jg. 1871 deportiert 1942 Theresienstadt ermordet 1942 in Treblinka                                                                                 |        | Eintrag auf stolpersteine-hamburg.de |
| Bismarckstraße 82 ·      | Rita Blume geb. Marcus                | Hier wohnte Rita Blume geb. Marcus Jg. 1881 deportiert 1942 Theresienstadt ermordet 1942 in Treblinka                                                                     |        | Eintrag auf stolpersteine-hamburg.de |
| Bismarckstraße 82 ·      | Oskar de Vries                        | Hier wohnte Oskar de Vries Jg. 1877 deportiert 1942 Theresienstadt 1944 Auschwitz ermordet                                                                                |        | Eintrag auf stolpersteine-hamburg.de |
| Bismarckstraße 90 ·      | Bernhard Benedix                      | Hier wohnte Bernhard Benedix Jg. 1884 eingewiesen 1935 Heilanstalt Langenhorn 'verlegt' 23.9.1940 Brandenburg ermordet 23.9.1940 'Aktion T4'                              |        | Eintrag auf stolpersteine-hamburg.de |
| Bismarckstraße 90 ·      | Beatrice Levy                         | Hier wohnte Beatrice Levy Jg. 1887 deportiert 1941 Riga ermordet |        | Eintrag auf stolpersteine-hamburg.de |
| Bismarckstraße 90 ·      | Martha Levy                           | Hier wohnte Martha Levy Jg. 1880 deportiert 1941 Riga ermordet |        | Eintrag auf stolpersteine-hamburg.de |
| Bismarckstraße 104 ·     | Iwan Levie                            | Hier wohnte Iwan Levie Jg. 1884 Flucht 1938 Holland interniert deportiert 1942 ermordet in Auschwitz                                                                      |        | Eintrag auf stolpersteine-hamburg.de |
| Bismarckstraße 105 ·     | Jürgen Puls                           | Hier wohnte Jürgen Puls Jg. 1940 eingewiesen 16.12.1941 Alsterdorfer Anstalten 'verlegt' 7.8.1943 Idstein/Kalmenhof 'Kinderfachabteilung' ermordet 8.11.1943              |        | Eintrag auf stolpersteine-hamburg.de |
| Bismarckstraße 106 ·     | Abraham Kolpenitzky                   | Hier wohnte Abraham Kolpenitzky Jg. 1878 deportiert 1941 Łodz/Litzmannstadt ermordet 13.6.1942                                                                            |        | Eintrag auf stolpersteine-hamburg.de |
| Bismarckstraße 106 ·     | Anna Chaje Kolpenitzky geb. Jacobson  | Hier wohnte Anna Chaje Kolpenitzky geb. Jacobson Jg. 1874 deportiert 1941 Łodz/Litzmannstadt ermordet 13.6.1942                                                           |        | Eintrag auf stolpersteine-hamburg.de |
| Bismarckstraße 108 ·     | Franz Lehmann                         | Hier wohnte Franz Lehmann Jg. 1882 deportiert 1941 ermordet in Minsk |        | Eintrag auf stolpersteine-hamburg.de |
| Bismarckstraße 139 ·     | Esther Adler geb. Cohn                | Hier wohnte Esther Adler geb. Cohn Jg. 1902 deportiert 1941 ermordet in Łodz/Litzmannstadt                                                                                |        | Eintrag auf stolpersteine-hamburg.de |
| Bismarckstraße 139 ·     | Theodor Adler                         | Hier wohnte Theodor Adler Jg. 1886 deportiert 1941 ermordet in Łodz/Litzmannstadt                                                                                         |        | Eintrag auf stolpersteine-hamburg.de |
| Bismarckstraße 149 ·     | Erich Falck                           | Hier wohnte Erich Falck Jg. 1929 Flucht 1939 USA |        | Eintrag auf stolpersteine-hamburg.de |
| Bismarckstraße 149 ·     | Gerhard Falck                         | Hier wohnte Gerhard Falck Jg. 1924 Flucht 1939 USA |        | Eintrag auf stolpersteine-hamburg.de |
| Bismarckstraße 149 ·     | Hans Falck                            | Hier wohnte Hans Falck Jg. 1923 Flucht 1939 USA |        | Eintrag auf stolpersteine-hamburg.de |
| Bismarckstraße 149 ·     | Hedwig Falck geb. Cibulski            | Hier wohnte Hedwig Falck geb. Cibulski Jg. 1898 Flucht 1939 USA |        | Eintrag auf stolpersteine-hamburg.de |
| Bismarckstraße 149 ·     | Leonhard Falck                        | Hier wohnte Leonhard Falck Jg. 1896 Flucht 1939 USA |        | Eintrag auf stolpersteine-hamburg.de |
| Eppendorfer Weg 167 ·    | Georg Goldstein                       | Hier wohnte Dr. Georg Goldstein Jg. 1867 deportiert 1941 Riga ??? |        | Eintrag auf stolpersteine-hamburg.de |
| Eppendorfer Weg 168 ·    | Dorothea Golly geb. Lamp              | Hier wohnte Dorothea Golly geb. Lamp Jg. 1887 Zeugin Jehovas verhaftet 1936 Gefängnis Fuhlsbüttel 1937 KZ Fuhlsbüttel 1941 KZ Ravensbrück an Haftfolgen erblindet befreit |        | Eintrag auf stolpersteine-hamburg.de |
| Eppendorfer Weg 168 ·    | Erich Golly                           | Hier wohnte Erich Golly Jg. 1891 1936 Haftstrafe ermordet 16.2.1945 im KZ Dachau                                                                                          |        | Eintrag auf stolpersteine-hamburg.de |
| Eppendorfer Weg 172 ·    | Aurelie Lefebre geb. Lewinsky         | Hier wohnte Aurelie Lefebre geb. Lewinsky Jg. 1891 deportiert 1941 Łodz 1942 Chelmno ermordet                                                                             |        | Eintrag auf stolpersteine-hamburg.de |
| Eppendorfer Weg 172 ·    | Horst Lefebre                         | Hier wohnte Horst Lefebre Jg. 1921 deportiert 1941 Łodz 1942 Chelmno ermordet                                                                                             |        | Eintrag auf stolpersteine-hamburg.de |
| Eppendorfer Weg 172 ·    | Julius Lefebre                        | Hier wohnte Julius Lefebre Jg. 1885 deportiert 1941 Łodz 1942 Chelmno ermordet                                                                                            |        | Eintrag auf stolpersteine-hamburg.de |
| Eppendorfer Weg 176 ·    | Mayer Blauspahn                       | Hier wohnte Mayer Blauspahn Jg. 1866 deportiert 1942 Theresienstadt ermordet 27.10.1942                                                                                   |        | Eintrag auf stolpersteine-hamburg.de |
| Eppendorfer Weg 176 ·    | Rahel Blauspahn geb. Hildesheim       | Hier wohnte Rahel Blauspahn geb. Hildesheim Jg. 1869 deportiert 1942 Theresienstadt ermordet 8.1.1943                                                                     |        | Eintrag auf stolpersteine-hamburg.de |
| Eppendorfer Weg 185 ·    | Semmy Valk                            | Hier wohnte Semmy Valk Jg. 1889 Flucht 1938 Holland interniert Westerbork deportiert 1943 Sobibor ermordet 11.6.1943                                                      |        | Eintrag auf stolpersteine-hamburg.de |
| Eppendorfer Weg 189 ·    | Otto Popert                           | Hier wohnte Otto Popert Jg. 1883 eingewiesen 1918 Heilanstalt Langenhorn ‚verlegt‘ 27.11.1941 ‚Heilanstalt‘ Tiegenhof/Gniezno ermordet 5.5.1942                           |        | Eintrag auf stolpersteine-hamburg.de |
| Gärtnerstraße 28a ·      | Adolf Sonn                            | Hier wohnte Adolf Sonn Jg. 1867 deportiert 1942 Theresienstadt ermordet 21.8.1942                                                                                         |        | Eintrag auf stolpersteine-hamburg.de |
| Gärtnerstraße 90 ·       | Rudolf Harms                          | Hier wohnte Rudolf Harms Jg. 1905 verhaftet 1933 und 1934 'Hochverrat' KZ Fuhlsbüttel ermordet 29.10.1934                                                                 |        | Eintrag auf stolpersteine-hamburg.de |
| Gärtnerstraße 107 ·      | Katharina Ebensberger geb. Zentheimer | Hier wohnte Katharina Ebensberger geb. Zentheimer Jg. 1877 deportiert 1942 Theresienstadt tot 9.4.1943                                                                    |        | Eintrag auf stolpersteine-hamburg.de |
| Gärtnerstraße 117 ·      | Renata Rahel Drehmel geb. Emanuel     | Hier wohnte Renata R. Drehmel geb. Emanuel Jg. 1903 eingewiesen 1943 Heilanstalt Langenhorn 'verlegt' 15.4.1943 Jüdisches Krankenhaus Berlin tot 11.6.1943                |        | Eintrag auf stolpersteine-hamburg.de |
| Gneisenaustraße 5 ·      | Jenny Fränkel geb. Lewinsky           | Hier wohnte Jenny Fränkel geb. Lewinsky Jg. 1874 deportiert 1941 Łodz ermordet                                                                                            |        | Eintrag auf stolpersteine-hamburg.de |
| Gneisenaustraße 5 ·      | Jonas Fränkel                         | Hier wohnte Jonas Fränkel Jg. 1874 deportiert 1941 Łodz ermordet 16.7.1942                                                                                                |        | Eintrag auf stolpersteine-hamburg.de |
| Gneisenaustraße 5 ·      | Helena Levie geb. Weingarten          | Hier wohnte Helena Levie geb. Weingarten Jg. 1863 Flucht 1939 Holland deportiert 1942 Auschwitz ermordet                                                                  |        | Eintrag auf stolpersteine-hamburg.de |
| Gneisenaustraße 5 ·      | Julius Levie                          | Hier wohnte Julius Levie Jg. 1892 Flucht 1939 Holland deportiert 1943 Sobibor ermordet                                                                                    |        | Eintrag auf stolpersteine-hamburg.de |
| Gneisenaustraße 10 ·     | Erwin Berlin                          | Hier wohnte Erwin Berlin Jg. 1906 deportiert 1941 Minsk ??? |        | Eintrag auf stolpersteine-hamburg.de |
| Gneisenaustraße 10 ·     | Hildegard Berlin                      | Hier wohnte Hildegard Berlin Jg. 1934 deportiert 1941 Riga ??? |        | Eintrag auf stolpersteine-hamburg.de |
| Gneisenaustraße 10 ·     | Ilse Berlin geb. Hildesheimer         | Hier wohnte Ilse Berlin geb. Hildesheimer Jg. 1906 deportiert 1941 Minsk ???                                                                                              |        | Eintrag auf stolpersteine-hamburg.de |
| Gneisenaustraße 17 ·     | Johanna Koppel geb. Carsch            | Hier wohnte Johanna Koppel geb. Carsch Jg. 1883 eingewiesen 1938 Heilanstalt Langenhorn 'verlegt' 23.9.1940 ermordet 23.9.1940 'Aktion T4'                                |        | Eintrag auf stolpersteine-hamburg.de |
| Gneisenaustraße 18 ·     | Karl Presser                          | Hier wohnte Karl Presser Jg. 1911 Flucht 1939 Holland interniert Westerbork deportiert 1943 ermordet in Auschwitz                                                         |        | Eintrag auf stolpersteine-hamburg.de |
| Gneisenaustraße 18 ·     | Marianna Presser                      | Hier wohnte Marianna Presser Jg. 1916 Flucht 1939 Holland interniert Westerbork deportiert 1943 ermordet in Auschwitz                                                     |        | Eintrag auf stolpersteine-hamburg.de |
| Gneisenaustraße 18 ·     | Salomon Presser                       | Hier wohnte Salomon Presser Jg. 1909 Flucht 1936 Holland interniert Westerbork deportiert 1943 ermordet in Auschwitz                                                      |        | Eintrag auf stolpersteine-hamburg.de |
| Gneisenaustraße 18 ·     | Therese Presser geb. Polak            | Hier wohnte Therese Presser geb. Polak Jg. 1882 Flucht 1939 Holland interniert Westerbork deportiert 1943 ermordet in Auschwitz                                           |        | Eintrag auf stolpersteine-hamburg.de |
| Gneisenaustraße 18 ·     | Heinz Wagener                         | Hier wohnte Heinz Wagener Jg. 1934 deportiert 1941 ermordet in Minsk |        | Eintrag auf stolpersteine-hamburg.de |
| Gneisenaustraße 18 ·     | Herbert Wagener                       | Hier wohnte Herbert Wagener Jg. 1902 deportiert 1941 ermordet in Minsk |        | Eintrag auf stolpersteine-hamburg.de Ein weiterer Stolperstein befindet sich in der Wrangelstraße 80.                                                       |
| Gneisenaustraße 18 ·     | Therese Wagener geb. Polak            | Hier wohnte Therese Wagener geb. Polak Jg. 1896 deportiert 1941 ermordet in Minsk                                                                                         |        | Eintrag auf stolpersteine-hamburg.de |
| Gneisenaustraße 18 ·     | Walter Wagener                        | Hier wohnte Walter Wagener Jg. 1927 deportiert 1941 ermordet in Minsk |        | Eintrag auf stolpersteine-hamburg.de |
| Gneisenaustraße 18 ·     | Willi Wagner                          | Hier wohnte Willi Wagner Jg. 1876 deportiert 1942 Theresienstadt 1944 Auschwitz ermordet                                                                                  |        | Eintrag auf stolpersteine-hamburg.de |
| Gneisenaustraße 35 ·     | Gertrud Carsch geb. Sollmar           | Hier wohnte Gertrud Carsch geb. Sollmar Jg. 1884 deportiert 1941 ermordet in Minsk                                                                                        |        | Eintrag auf stolpersteine-hamburg.de |
| Gneisenaustraße 35 ·     | Max Carsch                            | Hier wohnte Max Carsch Jg. 1880 deportiert 1941 ermordet in Minsk |        | Eintrag auf stolpersteine-hamburg.de |
| Gneisenaustraße 40 ·     | Leo Levin                             | Hier wohnte Leo Levin Jg. 1863 deportiert 1942 Theresienstadt ermordet 11.5.1943                                                                                          |        | Eintrag auf stolpersteine-hamburg.de |
| Gneisenaustraße 40 ·     | Selma Levin geb. Oppenheim            | Hier wohnte Selma Levin geb. Oppenheim Jg. 1874 deportiert 1942 Theresienstadt ermordet 12.8.1942                                                                         |        | Eintrag auf stolpersteine-hamburg.de |
| Gneisenaustraße 41 ·     | Käthe Else Andriesse geb. Oppenheim   | Hier wohnte Käthe Else Andriesse geb. Oppenheim Jg. 1911 Flucht 1936 Holland interniert Westerbork deportiert 1944 Groß Rosen ermordet 18.1.1945                          |        | Eintrag auf stolpersteine-hamburg.de |
| Gneisenaustraße 41 ·     | Harald Harry Oppenheim                | Hier wohnte Harald Harry Oppenheim Jg. 1924 deportiert 1941 ermordet in Minsk                                                                                             |        | Eintrag auf stolpersteine-hamburg.de |
| Gneisenaustraße 41 ·     | Hedwig Hanna Oppenheim geb. Meyer     | Hier wohnte Hedwig Hanna Oppenheim geb. Meyer Jg. 1888 deportiert 1941 ermordet in Minsk                                                                                  |        | Eintrag auf stolpersteine-hamburg.de |
| Gneisenaustraße 41 ·     | Käte Oppenheim                        | Hier wohnte Käte Oppenheim Jg. 1909 Flucht 1939 Holland interniert Westerbork deportiert 1942 Auschwitz ermordet 14.8.1942                                                |        | Eintrag auf stolpersteine-hamburg.de |
| Hoheluftchaussee 19 ·    | Anneliese Jaffé                       | Hier wohnte Anneliese Jaffé geb. Röss Jg. 1911 deportiert 1942 ermordet in Auschwitz                                                                                      |        | Eintrag auf stolpersteine-hamburg.de |
| Hoheluftchaussee 19 ·    | Jonny Joel Jaffé                      | Hier wohnte Jonny Joel Jaffé Jg. 1910 deportiert 1942 ermordet in Auschwitz                                                                                               |        | Eintrag auf stolpersteine-hamburg.de |
| Hoheluftchaussee 19 ·    | Ruth Jaffé                            | Hier wohnte Ruth Jaffé Jg. 1938 deportiert 1942 ermordet in Auschwitz |        | Eintrag auf stolpersteine-hamburg.de |
| Hoheluftchaussee 19 ·    | Tirza Jaffé                           | Hier wohnte Tirza Jaffé Jg. 1941 deportiert 1942 ermordet in Auschwitz |        | Eintrag auf stolpersteine-hamburg.de |
| Hoheluftchaussee 19 ·    | Alexander Moses gen. Süsskind         | Hier wohnte Alexander Moses 'Süsskind' Jg. 1858 deportiert 1942 Theresienstadt ermordet 7.11.1942                                                                         |        | Eintrag auf stolpersteine-hamburg.de |
| Hoheluftchaussee 19 ·    | Jenny Moses geb. Mendel               | Hier wohnte Jenny Moses geb. Mendel Jg. 1868 deportiert 1942 Theresienstadt ermordet 5.9.1942                                                                             |        | Eintrag auf stolpersteine-hamburg.de |
| Hoheluftchaussee 31 ·    | Amalie Liepmann geb. Hesse            | Hier wohnte Amalie Liepmann geb. Hesse Jg. 1860 deportiert 1942 Theresienstadt ermordet 25.9.1943                                                                         |        | Eintrag auf stolpersteine-hamburg.de |
| Hoheluftchaussee 78 ·    | Frieda Bernhard                       | Hier wohnte Frieda Bernhard Jg. 1863 deportiert 1942 Theresienstadt ermordet 24.12.1942                                                                                   |        | Eintrag auf stolpersteine-hamburg.de Das Haus Nr. 78 liegt in Hoheluft-Ost, der Gehweg schon in Hoheluft-West.                                              |
| Hoheluftchaussee 91–93 · | Aron Feibel                           | Hier wohnte Aron Feibel Jg. 1873 deportiert 1941 Riga ermordet |        | Eintrag auf stolpersteine-hamburg.de |
| Hoheluftchaussee 91–93 · | Gertrud Feibel geb. Fürstenberg       | Hier wohnte Gertrud Feibel geb. Fürstenberg Jg. 1889 deportiert 1941 Riga ermordet                                                                                        |        | Eintrag auf stolpersteine-hamburg.de |
| Hoheluftchaussee 91–93 · | Edith Jacobs                          | Hier wohnte Edith Jacobs Jg. 1920 deportiert 1941 ermordet in Minsk |        | Eintrag auf stolpersteine-hamburg.de |
| Hoheluftchaussee 123 ·   | Louis Glaser                          | Hier wohnte Louis Glaser Jg. 1872 deportiert 1942 Theresienstadt 1942 Treblinka ermordet                                                                                  |        | Eintrag auf stolpersteine-hamburg.de |
| Kottwitzstraße 4 ·       | Ida Hesse geb. Hofmann                | Hier wohnte Ida Hesse geb. Hofmann Jg. 1892 deportiert 1942 ermordet in Auschwitz                                                                                         |        | Eintrag auf stolpersteine-hamburg.de |
| Kottwitzstraße 6 ·       | Hirsch Hermann Heilbrunn              | Hier wohnte Hirsch Hermann Heilbrunn Jg. 1866 deportiert 1942 Theresienstadt ermordet in Treblinka                                                                        |        | Eintrag auf stolpersteine-hamburg.de |
| Kottwitzstraße 6 ·       | Ida Heilbrunn geb. Stolzberg          | Hier wohnte Ida Heilbrunn geb. Stolzberg Jg. 1880 deportiert 1942 Theresienstadt ermordet in Treblinka                                                                    |        | Eintrag auf stolpersteine-hamburg.de |
| Kottwitzstraße 8 ·       | Martin Bellmer                        | Hier wohnte Martin Bellmer Jg. 1906 mehrmals verhaftet Zuchthaus Dreibergen-Bützow tot an Haftfolgen 5.7.1945                                                             |        | Eintrag auf stolpersteine-hamburg.de |
| Kottwitzstraße 14 ·      | Gretchen Marcus geb. Daltrop          | Hier wohnte Gretchen Marcus geb. Daltrop Jg. 1888 deportiert 1941 Riga ermordet                                                                                           |        | Eintrag auf stolpersteine-hamburg.de |
| Kottwitzstraße 14 ·      | Hugo Marcus                           | Hier wohnte Hugo Marcus Jg. 1873 deportiert 1941 Riga ermordet |        | Eintrag auf stolpersteine-hamburg.de |
| Kottwitzstraße 15 ·      | Etti Benjamin geb. Berglas            | Hier wohnte Etti Benjamin geb. Berglas Jg. 1883 deportiert 1941 Riga ermordet                                                                                             |        | Eintrag auf stolpersteine-hamburg.de |
| Kottwitzstraße 16 ·      | Robert Hoch                           | Hier wohnte Robert Hoch Jg. 1907 eingewiesen 1920 Alsterdorfer Anstalten 'verlegt' 10.8.1943 Heilanstalt Mainkofen tot 9.8.1945                                           |        | Eintrag auf stolpersteine-hamburg.de |
| Kottwitzstraße 19 ·      | Alfons Hirschel                       | Hier wohnte Alfons Hirschel Jg. 1894 deportiert 1941 ermordet in Riga |        | Eintrag auf stolpersteine-hamburg.de |
| Kottwitzstraße 19 ·      | Ilse Hirschel geb. Rosenberg          | Hier wohnte Ilse Hirschel geb. Rosenberg Jg. 1904 deportiert 1941 ermordet in Riga                                                                                        |        | Eintrag auf stolpersteine-hamburg.de |
| Kottwitzstraße 19 ·      | Marion Hirschel                       | Hier wohnte Marion Hirschel Jg. 1928 deportiert 1941 ermordet in Riga |        | Eintrag auf stolpersteine-hamburg.de |
| Kottwitzstraße 19 ·      | Walter Lau                            | Hier wohnte Walter Lau Jg. 1906 mehrmals verhaftet zuletzt 1940 KZ Fuhlsbüttel Flossenbürg ermordet 14.8.1942 Ravensbrück                                                 |        | Eintrag auf stolpersteine-hamburg.de |
| Kottwitzstraße 38 ·      | Hans-Joachim Rothenburg               | Hier wohnte Hans-Joachim Rothenburg Jg. 1922 deportiert 1941 Łodz ermordet                                                                                                |        | Eintrag auf stolpersteine-hamburg.de |
| Kottwitzstraße 38 ·      | Ingeborg Rothenburg                   | Hier wohnte Ingeborg Rothenburg Jg. 1922 deportiert 1941 Łodz 1942 Chelmno ermordet                                                                                       |        | Eintrag auf stolpersteine-hamburg.de |
| Kottwitzstraße 38 ·      | Max Rothenburg                        | Hier wohnte Max Rothenburg Jg. 1883 deportiert 1941 Łodz ermordet 4.1.1942                                                                                                |        | Eintrag auf stolpersteine-hamburg.de |
| Kottwitzstraße 38 ·      | Paula Rothenburg geb. Fryda           | Hier wohnte Paula Rothenburg geb. Fryda Jg. 1887 deportiert 1941 Łodz 1942 Chelmno ermordet                                                                               |        | Eintrag auf stolpersteine-hamburg.de |
| Mansteinstraße 3 ·       | Ella Valk geb. Pincus                 | Hier wohnte Ella Valk geb. Pincus Jg. 1887 Flucht Holland interniert Westerbork deportiert 1943 Sobibor ermordet 21.5.1943                                                |        | Eintrag auf stolpersteine-hamburg.de |
| Mansteinstraße 3 ·       | Iwan Valk                             | Hier wohnte Iwan Valk Jg. 1878 Flucht Holland interniert Westerbork deportiert 1943 Sobibor ermordet 16.7.1943                                                            |        | Eintrag auf stolpersteine-hamburg.de |
| Mansteinstraße 6 ·       | Agnes Friedenheim geb. Cohen          | Hier wohnte Agnes Friedenheim geb. Cohen Jg. 1872 deportiert 1942 Theresienstadt 1942 Treblinka ermordet                                                                  |        | Eintrag auf stolpersteine-hamburg.de |
| Mansteinstraße 6 ·       | Henry Friedenheim                     | Hier wohnte Henry Friedenheim Jg. 1873 deportiert 1942 Theresienstadt 1942 Treblinka ermordet                                                                             |        | Eintrag auf stolpersteine-hamburg.de Ein weiterer Stolperstein befindet sich in Hamburg-Altstadt.                                                           |
| Mansteinstraße 7 ·       | Ella Nathan                           | Hier wohnte Ella Nathan Jg. 1886 deportiert 1941 Riga ermordet |        | Eintrag auf stolpersteine-hamburg.de |
| Mansteinstraße 7 ·       | Helene Nathan geb. Müller             | Hier wohnte Helene Nathan geb. Müller Jg. 1862 deportiert 1941 Riga ermordet                                                                                              |        | Eintrag auf stolpersteine-hamburg.de |
| Mansteinstraße 9 ·       | Hans Görtz                            | Hier wohnte Hans Görtz Jg. 1901 verhaftet 1933 Lübeck Lauerhof 1935 Zuchthaus Fuhlsbüttel 1943 Neuengamme ertrunken 3.5.1945 MS Thielbeck                                 |        | Eintrag auf stolpersteine-hamburg.de |
| Mansteinstraße 9 ·       | Wolf Loewenhof                        | Hier wohnte Wolf Loewenhof Jg. 1886 abgeschoben 1938 Zbaszyn/Polen ??? |        | Eintrag auf stolpersteine-hamburg.de |
| Mansteinstraße 13 ·      | Jenny Posner geb. Theilheimer         | Hier wohnte Jenny Posner geb. Theilheimer Jg. 1874 deportiert 1942 Theresienstadt ermordet 7.4.1944                                                                       |        | Eintrag auf stolpersteine-hamburg.de |
| Mansteinstraße 15 ·      | Sally Hockenheimer                    | Hier wohnte Sally Hockenheimer Jg. 1881 deportiert 1944 Theresienstadt Auschwitz ???                                                                                      |        | Eintrag auf stolpersteine-hamburg.de Ein weiterer Stolperstein befindet sich in Hamburg-Hamm.                                                               |
| Mansteinstraße 21 ·      | Fanny Uckert                          | Hier wohnte Fanny Uckert Jg. 1908 eingewiesen 1919 Alsterdorfer Anstalten 'verlegt' 16.8.1943 Am Steinhof Wien ermordet 25.3.1945                                         |        | Eintrag auf stolpersteine-hamburg.de |
| Mansteinstraße 39 ·      | Franziska Baruch geb. Gradenwitz      | Hier wohnte Franziska Baruch geb. Gradenwitz Jg. 1871 deportiert 1942 Theresienstadt ermordet 17.8.1942                                                                   |        | Eintrag auf stolpersteine-hamburg.de |
| Mansteinstraße 39 ·      | Leopold Baruch                        | Hier wohnte Leopold Baruch Jg. 1902 verhaftet 1937 Zuchthaus Fuhlsbüttel 1939 Sachsenhausen ermordet 7.8.1940                                                             |        | Eintrag auf stolpersteine-hamburg.de |
| Mansteinstraße 39 ·      | Max Baruch                            | Hier wohnte Max Baruch Jg. 1868 deportiert 1942 Theresienstadt ermordet 5.3.1944                                                                                          |        | Eintrag auf stolpersteine-hamburg.de |
| Mansteinstraße 49 ·      | Anneliese Weinberg                    | Hier wohnte Anneliese Weinberg Jg. 1915 deportiert 1942 ermordet in Auschwitz                                                                                             |        | Eintrag auf stolpersteine-hamburg.de |
| Mansteinstraße 49 ·      | Hans Weinberg                         | Hier wohnte Hans Weinberg Jg. 1918 deportiert 1941 Minsk ??? |        | Eintrag auf stolpersteine-hamburg.de |
| Mansteinstraße 49 ·      | Jetta Weinberg geb. Kleinberger       | Hier wohnte Jetta Weinberg geb. Kleinberger Jg. 1880 1942 KZ Fuhlsbüttel deportiert 1942 Auschwitz ???                                                                    |        | Eintrag auf stolpersteine-hamburg.de |
| Mansteinstraße 54 ·      | Else Glaser geb. Posnansky            | Hier wohnte Else Glaser geb. Posnansky Jg. 1899 deportiert 1941 Łodz/Litzmannstadt ermordet 8.5.1942 Chelmno/Kulmhof                                                      |        | Eintrag auf stolpersteine-hamburg.de |
| Moltkestraße 45 ·        | Edward Deitelzweig-Senior             | Hier wohnte Edward Deitelzweig-Senior Jg. 1905 Flucht 1939 Holland deportiert 1943 Sobibor ermordet                                                                       |        | Eintrag auf stolpersteine-hamburg.de |
| Moltkestraße 47 ·        | Else Zechlinski geb. Zweig            | Hier wohnte Else Zechlinski geb. Zweig Jg. 1890 deportiert 1941 ermordet in Minsk                                                                                         |        | Eintrag auf stolpersteine-hamburg.de |
| Moltkestraße 47 ·        | Gerda Zechlinski                      | Hier wohnte Gerda Zechlinski Jg. 1923 deportiert 1941 ermordet in Minsk                                                                                                   |        | Eintrag auf stolpersteine-hamburg.de |
| Moltkestraße 47 ·        | Lotte Zechlinski                      | Hier wohnte Lotte Zechlinski Jg. 1926 deportiert 1941 ermordet in Minsk                                                                                                   |        | Eintrag auf stolpersteine-hamburg.de |
| Moltkestraße 47 ·        | Paul Zechlinski                       | Hier wohnte Paul Zechlinski Jg. 1889 'Schutzhaft' 1938 KZ Fuhlsbüttel deportiert 1941 ermordet in Minsk                                                                   |        | Eintrag auf stolpersteine-hamburg.de |
| Moltkestraße 47a ·       | Leopold Meier                         | Hier wohnte Leopold Meier Jg. 1893 verhaftet 1941 KZ Fuhlsbüttel deportiert 1941 Minsk ermordet                                                                           |        | Eintrag auf stolpersteine-hamburg.de Ein weiterer Stolperstein befindet sich in Friedrichstadt.                                                             |
| Moltkestraße 47a ·       | Therese Meier geb. Levin              | Hier wohnte Therese Meier geb. Levin Jg. 1899 deportiert 1941 Minsk ermordet                                                                                              |        | Eintrag auf stolpersteine-hamburg.de |
| Moltkestraße 47a ·       | Georg Neumark                         | Hier wohnte Georg Neumark Jg. 1931 deportiert 1941 Minsk ??? |        | Eintrag auf stolpersteine-hamburg.de |
| Moltkestraße 47a ·       | Blanka Redlich geb. Neumark           | Hier wohnte Blanka Redlich geb. Neumark Jg. 1905 deportiert 1941 Minsk ermordet                                                                                           |        | Eintrag auf stolpersteine-hamburg.de |
| Moltkestraße 47a ·       | Hans Redlich                          | Hier wohnte Hans Redlich Jg. 1887 deportiert 1941 Minsk ermordet |        | Eintrag auf stolpersteine-hamburg.de |
| Moltkestraße 50b ·       | Marianne Hirsch                       | Hier wohnte Marianne Hirsch Jg. 1887 eingewiesen 1939 Heilanstalt Langenhorn 'verlegt' 23.9.1940 Landes-Pflegeanstalt Brandenburg ermordet 23.9.1940 Aktion T4            |        | Eintrag auf stolpersteine-hamburg.de |
| Moltkestraße 57 ·        | Sylvia Mitz                           | Hier wohnte Sylvia Mitz Jg. 1894 deportiert 1941 Łodz 1942 Chelmno ??? |        | Eintrag auf stolpersteine-hamburg.de |
| Quickbornstraße 21 ·     | Paul Hoh                              | Hier wohnte Paul Hoh Jg. 1917 eingewiesen 'Heil- und Pflegeanstalt' Mainkofen ermordet 1944                                                                               |        | Eintrag auf stolpersteine-hamburg.de |
| Quickbornstraße 31 ·     | Max Ascher                            | Hier wohnte Max Ascher Jg. 1874 gedemütigt/entrechtet Flucht in den Tod 9. Juni 1943                                                                                      |        | Eintrag auf stolpersteine-hamburg.de |
| Quickbornstraße 31 ·     | Ernst Hampel                          | Hier wohnte Ernst Hampel Jg. 1919 verhaftet Juni 1943 'Vorbereitung zum Hochverrat' Zuchthaus Brandenburg hingerichtet 20.4.1945                                          |        | Eintrag auf stolpersteine-hamburg.de |
| Quickbornstraße 40 ·     | Ella Fränckel geb. Michelson          | Hier wohnte Ella Fränckel geb. Michelson Jg. 1886 deportiert 1942 ermordet in Auschwitz                                                                                   |        | Eintrag auf stolpersteine-hamburg.de |
| Quickbornstraße 40 ·     | Kurt Norbert Fränckel                 | Hier wohnte Kurt Norbert Fränckel Jg. 1921 deportiert 1942 ermordet in Auschwitz                                                                                          |        | Eintrag auf stolpersteine-hamburg.de |
| Quickbornstraße 40 ·     | Paul Levy Fränckel                    | Hier wohnte Paul Levy Fränckel Jg. 1886 deportiert 1942 ermordet in Auschwitz                                                                                             |        | Eintrag auf stolpersteine-hamburg.de |
| Roonstraße 11 ·          | Josef Lipschütz                       | Hier wohnte Josef Lipschütz Jg. 1889 ermordet 9.4.1939 KZ Fuhlsbüttel |        | Eintrag auf stolpersteine-hamburg.de |
| Roonstraße 13 ·          | Friedrich Haas                        | Hier wohnte Friedrich Haas Jg. 1907 deportiert 1941 ermordet in Riga |        | Eintrag auf stolpersteine-hamburg.de |
| Roonstraße 18 ·          | Julius Cohn                           | Hier wohnte Julius Cohn Jg. 1879 deportiert 1941 Riga-Jungfernhof ermordet                                                                                                |        | Eintrag auf stolpersteine-hamburg.de |
| Roonstraße 18 ·          | Selma Cohn geb. Kohn                  | Hier wohnte Selma Cohn geb. Kohn Jg. 1871 deportiert 1941 Riga-Jungfernhof ermordet                                                                                       |        | Eintrag auf stolpersteine-hamburg.de |
| Roonstraße 34 ·          | Else Meyer geb. Gerechter             | Hier wohnte Else Meyer geb. Gerechter Jg. 1888 deportiert 1941 Riga-Jungfernhof ermordet                                                                                  |        | Eintrag auf stolpersteine-hamburg.de |
| Roonstraße 34 ·          | Ingrid Meyer                          | Hier wohnte Ingrid Meyer Jg. 1925 deportiert 1941 Riga-Jungfernhof ermordet                                                                                               |        | Eintrag auf stolpersteine-hamburg.de |
| Roonstraße 34 ·          | Walter Meyer                          | Hier wohnte Walter Meyer Jg. 1926 deportiert 1941 Riga-Jungfernhof ermordet                                                                                               |        | Eintrag auf stolpersteine-hamburg.de |
| Scheideweg 13 ·          | Carl Stuhr                            | Hier wohnte Carl Stuhr Jg. 1912 mehrmals verhaftet zuletzt 1941 KZ Fuhlsbüttel 'Frontbewährung' tot 2.2.1943 Lazarett Leipzig                                             |        | Eintrag auf stolpersteine-hamburg.de |
| Scheideweg 33 ·          | Gustav Wächter                        | Hier wohnte Gustav Wächter Jg. 1875 deportiert 1941 Riga ??? |        | Eintrag auf stolpersteine-hamburg.de |
| Scheideweg 33 ·          | Minna Wächter geb. Sonnenberg         | Hier wohnte Minna Wächter geb. Sonnenberg Jg. 1881 deportiert 1941 Riga ???                                                                                               |        | Eintrag auf stolpersteine-hamburg.de |
| Scheideweg 49 ·          | Johanna Rosenberg geb. Storch         | Hier wohnte Johanna Rosenberg geb. Storch Jg. 1868 deportiert 1942 Theresienstadt ermordet 5.11.1944                                                                      |        | Eintrag auf stolpersteine-hamburg.de |
| Wrangelstraße 8 ·        | Eugen Philipp Bauer                   | Hier wohnte Eugen Philipp Bauer Jg. 1862 deportiert 1942 Theresienstadt ermordet 4.7.1943                                                                                 |        | Eintrag auf stolpersteine-hamburg.de |
| Wrangelstraße 10 ·       | Louis Bär                             | Hier wohnte Louis Bär Jg. 1881 deportiert 1941 Minsk ??? |        | Eintrag auf stolpersteine-hamburg.de |
| Wrangelstraße 10 ·       | Konrad Garcia                         | Hier wohnte Konrad Garcia Jg. 1936 deportiert 1941 Riga ??? |        | Eintrag auf stolpersteine-hamburg.de |
| Wrangelstraße 10 ·       | Rosa Garcia                           | Hier wohnte Rosa Garcia Jg. 1906 deportiert 1941 Riga ??? |        | Eintrag auf stolpersteine-hamburg.de |
| Wrangelstraße 10 ·       | Alma Grellert geb. Schlesinger        | Hier wohnte Alma Grellert geb. Schlesinger Jg. 1885 deportiert 1941 Łodz ???                                                                                              |        | Eintrag auf stolpersteine-hamburg.de |
| Wrangelstraße 10 ·       | Clara Löwenburg                       | Hier wohnte Clara Löwenburg Jg. 1918 deportiert 1941 Minsk ??? |        | Eintrag auf stolpersteine-hamburg.de |
| Wrangelstraße 14 ·       | Bertha Heyn                           | Hier wohnte Bertha Heyn Jg. 1896 deportiert 1941 Riga ??? |        | Eintrag auf stolpersteine-hamburg.de |
| Wrangelstraße 14 ·       | Gutchen Wolff                         | Hier wohnte Gutchen Wolff Jg. 1857 deportiert 1942 Theresienstadt ermordet 7.8.1942                                                                                       |        | Eintrag auf stolpersteine-hamburg.de |
| Wrangelstraße 17 ·       | Frieda Berlin geb. Heyn               | Hier wohnte Frieda Berlin geb. Heyn Jg. 1883 entrechtet/gedemütigt Flucht in den Tod 12.8.1938                                                                            |        | Eintrag auf stolpersteine-hamburg.de |
| Wrangelstraße 17 ·       | Heinrich Rosenberg                    | Hier wohnte Heinrich Rosenberg Jg. 1882 deportiert 1941 Łodz ermordet 26.9.1942                                                                                           |        | Eintrag auf stolpersteine-hamburg.de |
| Wrangelstraße 17 ·       | Margarethe Rosenberg geb. Rothschild  | Hier wohnte Margarethe Rosenberg geb. Rothschild Jg. 1892 deportiert 1941 Łodz ermordet 26.9.1942                                                                         |        | Eintrag auf stolpersteine-hamburg.de |
| Wrangelstraße 20 ·       | Arthur Ascher Elias                   | Hier wohnte Arthur Ascher Elias Jg. 1865 deportiert 1942 Theresienstadt 1942 Treblinka ermordet                                                                           |        | Eintrag auf stolpersteine-hamburg.de auf stolpersteine-hamburg.de unter Wrangelstraße 10 geführt                                                            |
| Wrangelstraße 20 ·       | Caroline Elias geb. Jacobsen          | Hier wohnte Caroline Elias geb. Jacobsen Jg. 1870 deportiert 1942 Theresienstadt 1942 Treblinka ermordet                                                                  |        | Eintrag auf stolpersteine-hamburg.de auf stolpersteine-hamburg.de unter Wrangelstraße 10 geführt                                                            |
| Wrangelstraße 22 ·       | Edgar Frankenthal                     | Hier wohnte Edgar Frankenthal Jg. 1921 deportiert 1941 Minsk ??? |        | Eintrag auf stolpersteine-hamburg.de |
| Wrangelstraße 30 ·       | Anna Rahel Müller geb. Werner         | Hier wohnte Anna Rahel Müller geb. Werner Jg. 1887 deportiert 1942 Theresienstadt 1943 Auschwitz ermordet 23.1.1943                                                       |        | Eintrag auf stolpersteine-hamburg.de |
| Wrangelstraße 32 ·       | Hella Bielefeld                       | Hier wohnte Hella Bielefeld Jg. 1938 deportiert 1941 Minsk ermordet |        | Eintrag auf stolpersteine-hamburg.de |
| Wrangelstraße 32 ·       | Kurt Bielefeld                        | Hier wohnte Kurt Bielefeld Jg. 1913 deportiert 1941 Minsk ermordet |        | Eintrag auf stolpersteine-hamburg.de |
| Wrangelstraße 32 ·       | Marion Bielefeld geb. Siemon          | Hier wohnte Marion Bielefeld geb. Siemon Jg. 1918 deportiert 1941 Minsk ermordet                                                                                          |        | Eintrag auf stolpersteine-hamburg.de |
| Wrangelstraße 32 ·       | Mathel Bielefeld                      | Hier wohnte Mathel Bielefeld Jg. 1941 deportiert 1941 Minsk ermordet |        | Eintrag auf stolpersteine-hamburg.de |
| Wrangelstraße 34 ·       | Isaac Ivan Koppel                     | Hier wohnte Dr. Isaac Ivan Koppel Jg. 1863 gedemütigt/entrechtet Flucht in den Tod 4.12.1941                                                                              |        | Eintrag auf stolpersteine-hamburg.de |
| Wrangelstraße 34 ·       | Rieke Koppel                          | Hier wohnte Rieke Koppel Jg. 1867 gedemütigt/entrechtet Flucht in den Tod 4.12.1941                                                                                       |        | Eintrag auf stolpersteine-hamburg.de |
| Wrangelstraße 40 ·       | Kurt Lippstadt                        | Hier wohnte Kurt Lippstadt Jg. 1903 verhaftet 1939 Gefängnis Stade Flucht 1940 Shanghai tot 14.12.1942                                                                    |        | Eintrag auf stolpersteine-hamburg.de |
| Wrangelstraße 65 ·       | David Meyer                           | Hier wohnte David Meyer Jg. 1874 deportiert 1941 Riga ermordet |        | Eintrag auf stolpersteine-hamburg.de |
| Wrangelstraße 65 ·       | Golda Meyer geb. Baumgarten           | Hier wohnte Golda Meyer geb. Baumgarten Jg. 1879 deportiert 1941 Riga ermordet                                                                                            |        | Eintrag auf stolpersteine-hamburg.de |
| Wrangelstraße 65 ·       | Henny Meyer                           | Hier wohnte Henny Meyer Jg. 1906 eingewiesen 1936 'Heilanstalt' Langenhorn 1940 Landesanstalt Brandenburg ermordet                                                        |        | Eintrag auf stolpersteine-hamburg.de |
| Wrangelstraße 80 ·       | Adolf Wagener                         | Hier wohnte Adolf Wagener Jg. 1877 deportiert 1941 Minsk ??? |        | Eintrag auf stolpersteine-hamburg.de Stolperstein liegt vor dem Eingang zur Schule                                                                          |
| Wrangelstraße 80 ·       | Bruno Wagener                         | Hier wohnte Bruno Wagener Jg. 1909 deportiert 1941 Minsk ??? |        | Eintrag auf stolpersteine-hamburg.de Stolperstein liegt vor dem Eingang zur Schule                                                                          |
| Wrangelstraße 80 ·       | Elise Wagener geb. Polack             | Hier wohnte Elise Wagener geb. Polak Jg. 1908 deportiert 1941 Minsk ???                                                                                                   |        | Eintrag auf stolpersteine-hamburg.de Stolperstein liegt vor dem Eingang zur Schule                                                                          |
| Wrangelstraße 80 ·       | Herbert Wagener                       | Hier wohnte Herbert Wagener Jg. 1902 verhaftet 1938 KZ Fuhlsbüttel deportiert 1941 Minsk ???                                                                              |        | Eintrag auf stolpersteine-hamburg.de Ein weiterer Stolperstein befindet sich in der Gneisenaustraße 18.. Der Stolperstein liegt vor dem Eingang zur Schule. |
| Wrangelstraße 80 ·       | Therese Wagener geb. Worms            | Hier wohnte Therese Wagener geb. Worms Jg. 1876 deportiert 1941 Minsk ???                                                                                                 |        | Eintrag auf stolpersteine-hamburg.de Stolperstein liegt vor dem Eingang zur Schule                                                                          |
| Wrangelstraße 80 ·       | Uri Wagener                           | Hier wohnte Uri Wagener Jg. 1940 deportiert 1941 Minsk ??? |        | Eintrag auf stolpersteine-hamburg.de Stolperstein liegt vor dem Eingang zur Schule                                                                          |
| Wrangelstraße 113 ·      | Herbert Hintz                         | Hier wohnte Herbert Hintz Jg. 1917 eingewiesen 1925 Alsterdorfer Anstalten 'verlegt' 10.8.1943 Heilanstalt Mainkofen tot 10.5.1945                                        |        | Eintrag auf stolpersteine-hamburg.de |